# ملعب كانتريدا
ملعب كانتريدا هو ملعب كرة قدم يقع في رييكا، كرواتيا، يتسع لجلوس 12,600 متفرج. وهو الملعب البيتي لنادي رييكا لكرة القدم منذ عام 1946.

## روابط خارجية
- ملعب كانتريدا على RijekaSport.hr (بالكرواتية)
- ملعب كانتريدا على Nogometni leksikon (بالكرواتية)
- ملعب كانتريدا على الموقع الرسمي لنادي رييكا لكرة القدم (بالكرواتية)
- المشروع الرسمي لملعب كانتريدا الجديد على StadionKantrida.hr (بالإنجليزية)